# Govern romà d'Itàlia
El Govern romà d'Itàlia fou l'administració que s'estenia a tota la península sotmesa a Roma.
Per controlar els contingents militars de les ciutats subjectes a Roma, es van instituir uns qüestors anomenats Itàlics, amb competència censorial per a les ciutats subjectes, encarregats d'assegurar el servei de la Marina, recaptar les rendes dels dominis de l'Estat i vigilar la lleva dels contingents.
Els magistrats suprems de cada ciutat estaven obligats a fixar el cens de la seva àrea de govern, cada quatre o cinc anys (igual com els censors romans).
L'establiment de colònies llatines (de dret llatí i poblades per romans i llatins) en terres no pròpiament llatines, va fer avançar el llatí per tota la península italiana, encara que mai va ser imposat com a llengua oficial.